# Ormyrus fernandinus
Ormyrus fernandinus – gatunek błonkówki z rodziny Ormyridae.
Gatunek ten został opisany w 2007 roku przez Jose-Luisa Nievesa-Aldreya, M. Hernándeza Nievesa i Jose F. Gómeza na podstawie 2 samców i 6 samic odłowionych w 2003 roku w pułapki Malaise’a na wyspie Bioko. Epitet gatunkowy pochodzi od dawnej nazwy tej wyspy: Fernando Poo.
Bleskotka o ciele długości od 2,3 do 2,8 mm u samic i 1,5 mm u samców. Ubarwienie ciała jest głównie metalicznie zielone, na pozatułowiu i częściowo biodrach ze złocistym połyskiem. Czułki są ciemnoszarobrązowe z jasnobrązowymi trzonkami. W widoku grzbietowym głowa i tarcza śródplecza są tak samo szerokie i nieco szersze od metasomy. Głowa w widoku grzbietowym jest 2,1 raza szersza niż dłuższa, o długości skroni wynoszącej 1/6 długości oka złożonego. Górna część twarzy jest tak wysoka jak oko. W widoku od tyłu głowa jest trójkątna z listewkami potylicznymi nie schodzącymi poniżej otworu wielkiego. Obie żuwaczki są duże i dwuzębne. Mezosoma jest 1,4 raza dłuższa niż szersza, z wierzchu wypukła. Skrzydła są stosunkowo długie i wąskie, 2,8 raza dłuższe niż szersze, przyciemnione lub brązowo przydymione, o brązowym użyłkowaniu. Żyłka marginalna przedniego skrzydła jest około 4,5 raza dłuższa od postmarginalnej. Metasoma samicy jest lancetowata, zaostrzona, nieco zwarta, patrząc od góry czterokrotnie dłuższa niż szersza, o wydłużonym epipygium. U samca metasoma jest podługowato-owalna i nieco wgłębiona grzbietobrzusznie, 2,5 raza dłuższa niż szersza. Tergity metasomy od czwartego do siódmego są ciemnofioletowe u nasady i zielone w części szczytowej. Liczba rzędów wyeksponowanych dołeczków na tergitach metasomy od trzeciego do piątego wynosi 1-3 u samicy i 5-6 u samca.
Błonkówka podawana wyłącznie z wyspy Bioko, należącej do Gwinei Równikowej. Jej biologia pozostaje nieznana.